# Gérard Brach
Gérard Brach (Montrouge, 23 juli 1927 - Parijs, 9 september 2006) was een Franse scenarist en filmregisseur.
Hij is vooral bekend geworden als co-scenarist van heel wat films van de regisseurs Roman Polanski en Jean-Jacques Annaud. Ook regisseerde hij twee films.

## Filmografie

### Scenarioschrijver (selectie)
- 1965 - Repulsion (Roman Polański)
- 1966 - Cul-de-sac (Roman Polański)
- 1966 - Le Vieil Homme et l'Enfant (Claude Berri)
- 1967 - The Fearless Vampire Killers (Roman Polański)
- 1972 - What? (Roman Polański)
- 1976 - Le Locataire (Roman Polański)
- 1978 - Ciao maschio (Marco Ferreri)
- 1979 - Chiedo asilo (Marco Ferreri)
- 1979 - Tess (Roman Polański)
- 1981 - La Guerre du feu (Jean-Jacques Annaud)
- 1982 - Identificazione di una donna (Michelangelo Antonioni)
- 1983 - L'Africain (Philippe de Broca)
- 1983 - La Femme de mon pote (Bertrand Blier)
- 1984 - Le Bon Roi Dagobert (Dino Risi)
- 1984 - Maria's Lovers (Andrej Kontsjalovski)
- 1986 - Pirates (Roman Polański)
- 1986 - Jean de Florette (Claude Berri)
- 1986 - Manon des sources (Claude Berri)
- 1986 - The Name of the Rose (Jean-Jacques Annaud)
- 1988 - L'Ours (Jean-Jacques Annaud)
- 1988 - Frantic (Roman Polański)
- 1992 - Bitter Moon (Roman Polański)
- 1992 - L'Amant (Jean-Jacques Annaud)
- 1998 - Il fantasma dell'opera (Dario Argento)
- 2002 - La guerre à Paris (Yolande Zauberman)
- 2004 - Blueberry (Jan Kounen)
- 2007 - Sa Majesté Minor (Jean-Jacques Annaud)

### Regisseur
- 1970 - La Maison
- 1971 - Le Bateau sur l'herbe